# Øby (Viborg Kommune)
 For alternative betydninger, se Øby. (Se også artikler, som begynder med Øby)
Øby er en lille landsby i Midtjylland, beliggende i Viskum Sogn, ca. 15 kilometer fra Viborg. Landsbyen ligger i Viborg Kommune og tilhører Region Midtjylland. Øby er placeret på bakkedraget "Ø" (Ø Bakker el. Ø-knuden), der midt i et fredet, lyngklædt og meget kuperet terræn skyder sig op som en "ø" mellem to lavtliggende engarealer ud mod Nørreådalen. Området ligger som en naturskabt ø, midt i og omgivet af Nørreås naturlige løb.
Et gammelt sagn fortæller at Kong Dan, (der formentlig også gik under navnet Halvdan den Gamle, Danmarks første konge omkring år 300-400, og ham som landet er opkaldt efter) skulle ligge begravet i Ø Bakker i fuld udrustning.
Ø Bakker var i stenalderen en rigtig ø i den fjord, som udfyldte Nørreådalen, og forløb fra Randers Fjord og næsten helt ind til Viborg. Det langstrakte bakkedrag, der strækker sig gennem landskabet godt 50 meter højere end de omkringliggende lavområder, undgik af uransagelige årsager at blive borteroderet af efteristidens smeltevandsfloder. 
Øby er et godt udgangspunkt for vandringer i området, og markerede naturstier fører gennem det fredede område, der dækker et areal på ca. 250 ha.
Vegetationen er præget af en rig variation af typiske hedeplanter, deriblandt birk, pors, enebær, blåbær, mosebølle, tyttebær, revling samt ulvefod og guldblomme. 
I Øby var der indtil 1959 en skole. Her voksede folkemindesamleren Evald Tang Kristensen op.